# Ingrid Egner
Ingrid Egner (født 21. december 1982) er en norsk amatørbokser. Hun har tidligere også udøvet kick-boksing.
Hun har seks guldmedaljer fra NM – en som junior og fem som senior, senest i 2010. Hun har også vundet guldmedaljer i de fire sidste nordiske mesterskaber, fra 2007 til 2010. 
I EM-sammenhæng har hun tre medaljer – to bronzemedaljer fra 2005 og 2006, og en sølvmedalje fra fra 2007. Hun har deltaget i flere VM, med en 5. plads i 2006 som hendes bedste placering. 